# Halifax f.p.: Playing God
Playing God was de tweede van drie afleveringen van het zesde en
laatste seizoen van de Australische politiedrama
televisieserie Halifax f.p. De serie draait om forensisch
psychiater Dr. Jane Halifax in Melbourne, gespeeld door
Rebecca Gibney. In deze aflevering was een gasthoofdrol weggelegd
voor actrice Emily Browning.

## Rolbezetting
| Naam               | Rol              |
| ------------------ | ---------------- |
| Rebecca Gibney     | Jane Halifax     |
| Emily Browning     | Kristy O'Connor  |
| Nell Feeney-Connor | Maureen O'Connor |
| Catherine Wilkin   | Erica Chatwin    |
| Stephen Whittaker  | Jack Conway      |
| Alan Cassell       | Doctor Wallace   |

## Verhaal
Een 13-jarig schoolmeisje Kristy O'Connor (Emily Browning) wordt beticht van de moord op haar 8-jarige vriendin. Voorafgaand aan de rechtszaak moet Halifax de geestelijke gezondheid van de verdachte onderzoeken.
Het blijkt dat Kristy's vader vroeger haar moeder sloeg waarop Kristy hem met een stok op het hoofd heeft geslagen. Een vriend van haar moeder zei daarop dat ze haar vader had vermoord en dat ze slecht was. Kristy begon daarom te denken dat ze alles waar ze van hield moest doden. Op school was het 8-jarige meisje haar enige vriendin geweest en daarom had ze haar vermoord.
Uiteindelijk blijkt echter dat het niet Kristy was die haar vader vermoordde.